# Rimantas Kaukėnas
Rimantas Kaukėnas (* 11. April 1977 in Vilnius, Litauische SSR, Sowjetunion) ist ein ehemaliger litauischer Basketballspieler. Kaukėnas spielte in verschiedenen Ländern Europas und gewann unter anderem mit Montepaschi Siena fünfmal die italienische Meisterschaft, davon dreimal als Double in Verbindung mit dem Sieg im Pokalwettbewerb. Nachdem er 2002 bereits mit Lietuvos rytas Vilnius die litauische Meisterschaft gewonnen hatte, konnte er zuletzt diesen Erfolg 2013 mit Žalgiris Kaunas wiederholen. Mit der litauischen Nationalmannschaft gewann der zweimalige Olympiateilnehmer bei der EM-Endrunde 2007 eine Bronzemedaille.

## Karriere
Kaukėnas ging 1996 wie auch sein Landsmann Artūras Karnišovas vor ihm zur Seton Hall University in die NCAA, wo er bis 2000 spielte. Nach einer Saison in Israel bei Hapoel Galil Elyon wechselte er zurück nach Litauen zu Lietuvos rytas Vilnius. Mit diesem Verein wurde er 2002 litauischer Meister und Titelträger der NEBL. Es folgte eine Saison in Belgien bei Telindus Oostende, bevor Kaukėnas in der Basketball-Bundesliga 2003/04 für die Telekom Baskets Bonn spielte. Er wurde zum MVP des BBL All-Star Games jener Saison gewählt. 2004 ging Kaukėnas nach Italien zu Vertical Vision Cantù, bevor er zur Folgesaison zu Montepaschi Siena wechselte. Mit diesem Verein gewann er 2007, 2008 und 2009 die italienische Meisterschaft und wurde 2007 als wertvollster Spieler der Finalserie ausgezeichnet. Anfang Januar 2008 zog er sich eine Knieverletzung zu, durch die er das Final Four der Euroleague verpasste und erst im Halbfinale der italienischen Meisterschaft wieder auflaufen konnte. Im Juli 2009 wechselte Kaukėnas zum spanischen Rekordmeister Real Madrid. Dort wurde sein Vertrag nach einem Jahr aufgrund fehlenden Erfolges nicht verlängert, und Kaukėnas kehrte nach Siena zurück, wo er mit dem Serienmeister erneut zwei Meisterschaften gewann. In der Saison 2012/13 spielte er in seiner Heimat für Žalgiris Kaunas, die den Erzrivalen und ehemaligen Verein von Kaukėnas, Lietuvos rytas, deutlich in den Finalspielen der Meisterschaft besiegen konnten. Zu Beginn der Saison 2013/14 bekam Kaukėnas nach der Verletzung von Thomas Kelati einen befristeten Vertrag bei Laboral Kutxa aus Vitoria-Gasteiz in der Liga ACB. Anschließend wechselte er wieder nach Italien, wo er ab Mitte Dezember 2013 für den Erstligisten Grissin Bon aus der Provinz Reggio Emilia spielte.
Sein Debüt in der Nationalmannschaft gab Kaukėnas 2000, er war auch Teil des Kaders für die Europameisterschaft 2001. In den Folgejahren jedoch stand er im Schatten von Arvydas Macijauskas, sodass er auch nicht zu den Europameistern von 2003 gehörte. Beim Gewinn der Bronzemedaille der Europameisterschaft 2007 sowie beim Halbfinaleinzug im olympischen Basketballwettbewerb 2008 gehörte Kaukėnas allerdings zu den Leistungsträgern der Nationalmannschaft.